# Digerfonna
De Digerfonna is een groot vergletsjerd gebied op het eiland Edgeøya, dat deel uitmaakt van de Noorse eilandengroep Spitsbergen.
De naam van de gletsjer is afgeleid van groot (diger).

## Geografie
De gletsjer ligt op een schiereiland in het zuidwesten van het eiland en heeft een doorsnede van meer dan 15 kilometer. Ten zuiden van het schiereiland ligt het fjord Tjuvfjorden en ten noordwesten het fjord Storfjorden. Het gebied mondt via verschillende gletsjers en gletsjerrivieren uit, waaronder via de gletsjer Veidebreen in het oosten, de Skarvbreen in het zuidoosten, de Kuhrbreen in het zuiden, en de Schwerdtbreen en Philippibreen in het noordwesten.
Ten zuidwesten van de gletsjer ligt het vergletsjerde gebied van de Kvalpyntfonna.